# Veneza (futebolista)
Antônio Fidélis, mais conhecido como Veneza (Criciúma, 12 de abril de 1950 — Florianópolis, 2 de outubro de 2017), foi um zagueiro do futebol brasileiro.
Ídolo do Avaí Futebol Clube, Veneza tinha como maior virtude a sua colocação, técnica e controle de bola.

## Carreira
Veneza atuou em 224 partidas e marcou 7 gols pelo Avaí entre 1974 e 1978. Na equipe catarinense, Veneza conquistou o Estadual de 1975.

### Seleção Avaiana
Uma eleição feita em 1998 com um grupo de torcedores, jornalistas e ex-atletas do Avaí, apontou aqueles que seriam os melhores jogadores da história do clube até aquela data. Veneza foi escolhido um dos zagueiros desta seleção.
Em agosto de 2013, entrou para calçada da fama do clube catarinense.

## Curiosidade
Veneza tem um filho chamado Fábio Fidélis que atua como atleta profissional, e assim como o pai, é zagueiro.

## Morte
Veneza travou uma luta contra o câncer durante algum tempo mas, no dia 2 de outubro de 2017, no Complexo oncológico CEPON, no bairro Itacorubi, Florianópolis, o ex-atleta veio a falecer aos 67 anos de idade.

## Títulos
Avaí
- Campeonato Catarinense: 1975